# IAI Phalcon

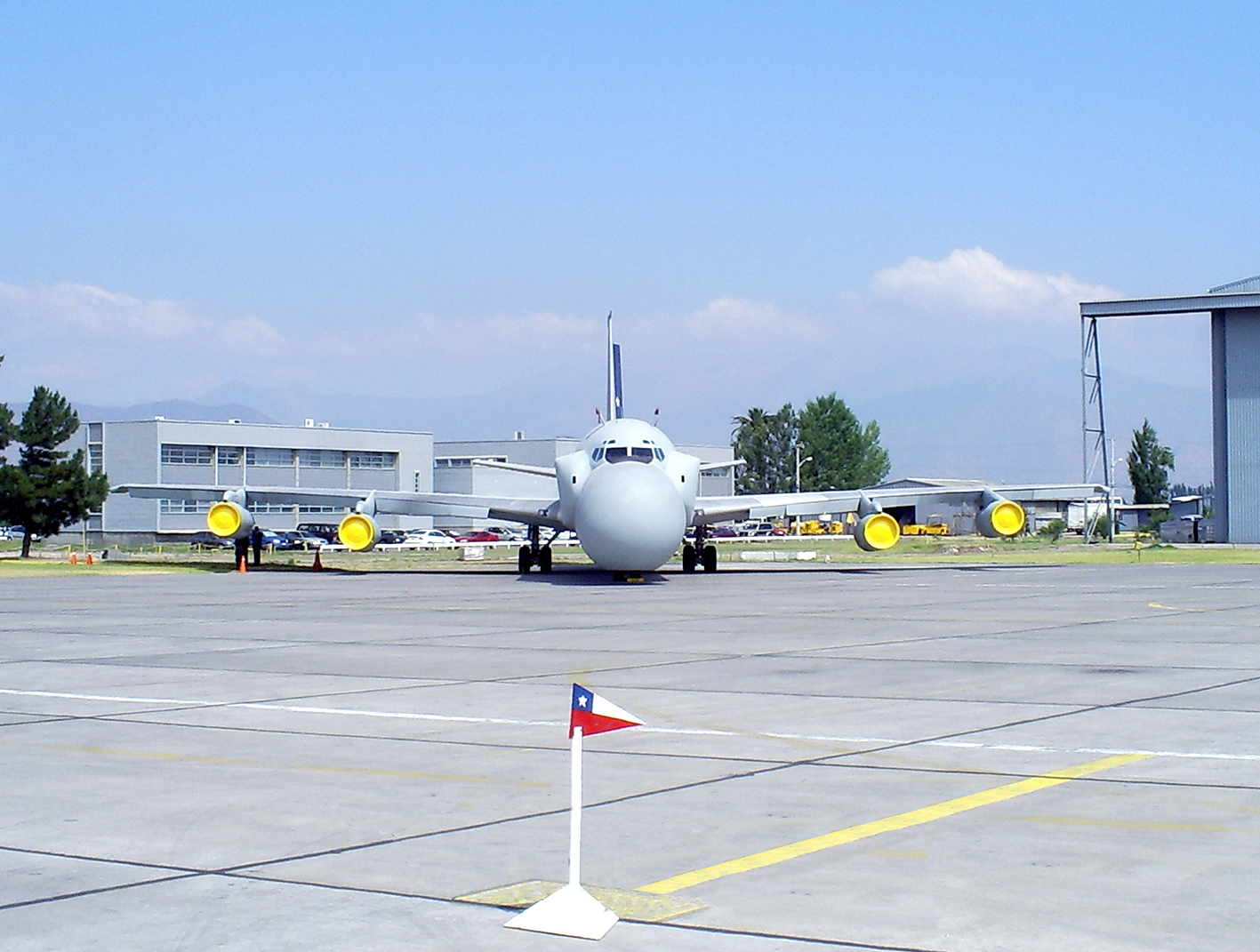

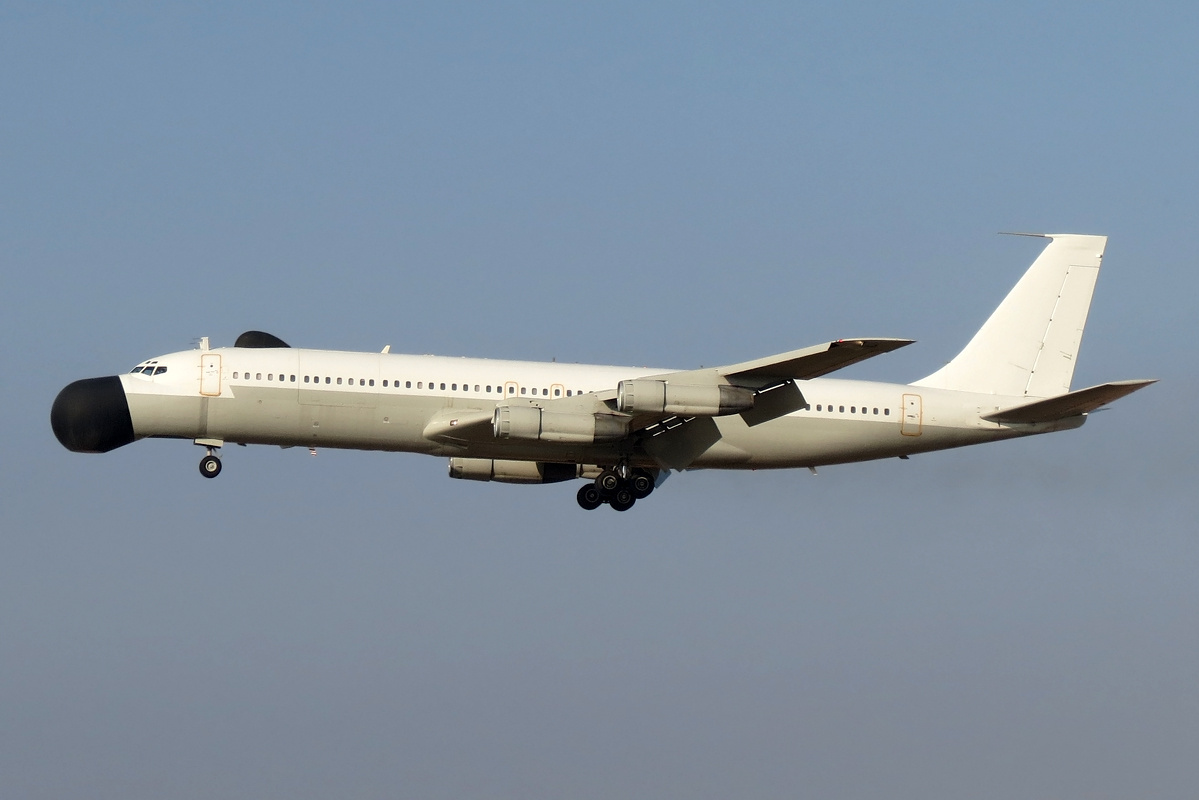
Боинг 707-344C «Фалкон».

Фалкон (англ. Phalcon) — израильская электронная система дальнего радиолокационного обнаружения и управления,  устанавливаемая на самолёте и основанная на специальном радаре.
Предназначена для разведки и управления боем, то есть для дальнего обнаружения вооружения и военной техники (ВВТ) противника и своих войск и сил (в воздухе, на земле, на воде), наведения на ВВТ противника средств поражения или перехвата, а также координации действий своих войск и сил и своих союзников.

## История
Основные задачи, для решения которых создана данная система, аналогичны возлагаемым на самолёт Е-3 «Сентри» системы AWACS. Главным её отличием от американской является возможность выполнения функций воздушного командного пункта.
Система Phalcon способна обнаруживать воздушные цели на дальности до 400 километров. Основным элементом является радиолокационная станция (РЛС) с фазированной антенной решеткой. В состав системы также входят средства опознавания «свой-чужой», станции радио— и радиотехнической разведки, аппаратура связи и обмена данными. Время обновления данных составляет от двух до 12 секунд в зависимости от приоритета сектора и цели.
Состоит на вооружении вооружённых сил Израиля, Чили, Сингапура и Индии (поставляемые в Индию системы устанавливаются на российские Ил-76). 
Имеет модификации IAI EL/M-2075, EL/W-2085 и EL/W-2090.
Применялась в первой ливанской войне.

## ТТХ РЛС EL/M-2075
- Диапазон рабочих частот, МГц 1 215-1 400
- Дальность обнаружения объектов, километров:
  - бомбардировщик, надводный корабль — 500;
  - истребитель — 350;
  - крылатая ракета — до 250;
- Количество одновременно сопровождаемых целей, единиц — до 100;
- Разрешающая способность по дальности (в зависимости от длительности импульса), м — до 300.